# دموع صاحبة الجلالة (فلم)
دموع صاحبة الجلالة هو فيلم مصري عرض عام 1992، بطولة سمير صبري وفريد شوقي وسهير رمزي، ومن إخراج عاطف سالم، مأخوذ عن رواية بنفس الاسم للكاتب موسى صبري تدور في فترة الأربعينات والخمسينات في مصر قبل وبعد ثورة يوليو 1952، وقد قدمت كمسلسل بنفس الاسم في عام 1993.

## قصة الفيلم
صحفي شاب يكسب ود رئيس تحريره وكذا قلب زميلته الثرية لكنه يطيح بالثانية بالإبلاغ عن أنشتطها السياسية، يساند ضباط يوليو، وهكذا يتواصل الصعود نحو القمة.

## طاقم التمثيل
- سمير صبري: (محفوظ عجب)
- فريد شوقي: (عبد العظيم)
- سهير رمزي: (آمال صدقي)
- أحمد بدير: (سعد كمال)
- يحيى شاهين: (السفير صدقي- والد آمال)
- أحمد مظهر: (شريف باشا)
- سعيد عبد الغني: (رياض بك)
- شيرين: (عنايات - أخت محفوظ عجب)
- دينا: (سوسن رفقي - راقصة مصر الرسمية)
- أمينة رزق: (والدة محفوظ عجب)
- أبو بكر عزت: (الشخصية الهامة وزوج آمال)
- هندية: (سنية - زوجة المعلم)
- حسن مصطفى: (مرسي - أخو الوزير)
- أشرف عبد الباقي: (باحث عن عمل صحفي)
- حسن كامي: (شهدي باشا - رئيس الديوان)
- إيهاب نافع: (الوزير)
- منير مكرم: (حسن المرسال)
- طلعت زين: (أحد ضباط الثورة)
- أنجيل آرام: (الموظفة السورية)
- عزت بدران: (فكري بك)
- يحيى زكريا

## فريق العمل
- إخراج: عاطف سالم
- قصة: موسى صبري
- سيناريو وحوار: أحمد صالح
- مدير التصوير: محسن نصر
- مونتاج: رشيدة عبد السلام
- موسيقى تصويرية: مودي الإمام
- إنتاج: إنترناشيونال فيلم (سمير صبري)
- توزيع داخلي: أفلام النصر (محمد حسن رمزي)
- توزيع خارجي: إنترناشيونال فيلم (سمير صبري)